# Chiplun
Chiplun is een nagar panchayat (plaats) in het district Ratnagiri van de Indiase staat Maharashtra. 

## Demografie
Volgens de Indiase volkstelling van 2001 wonen er 46.213 mensen in Chiplun, waarvan 50% mannelijk en 50% vrouwelijk is. De plaats heeft een alfabetiseringsgraad van 80%.

## Galerij

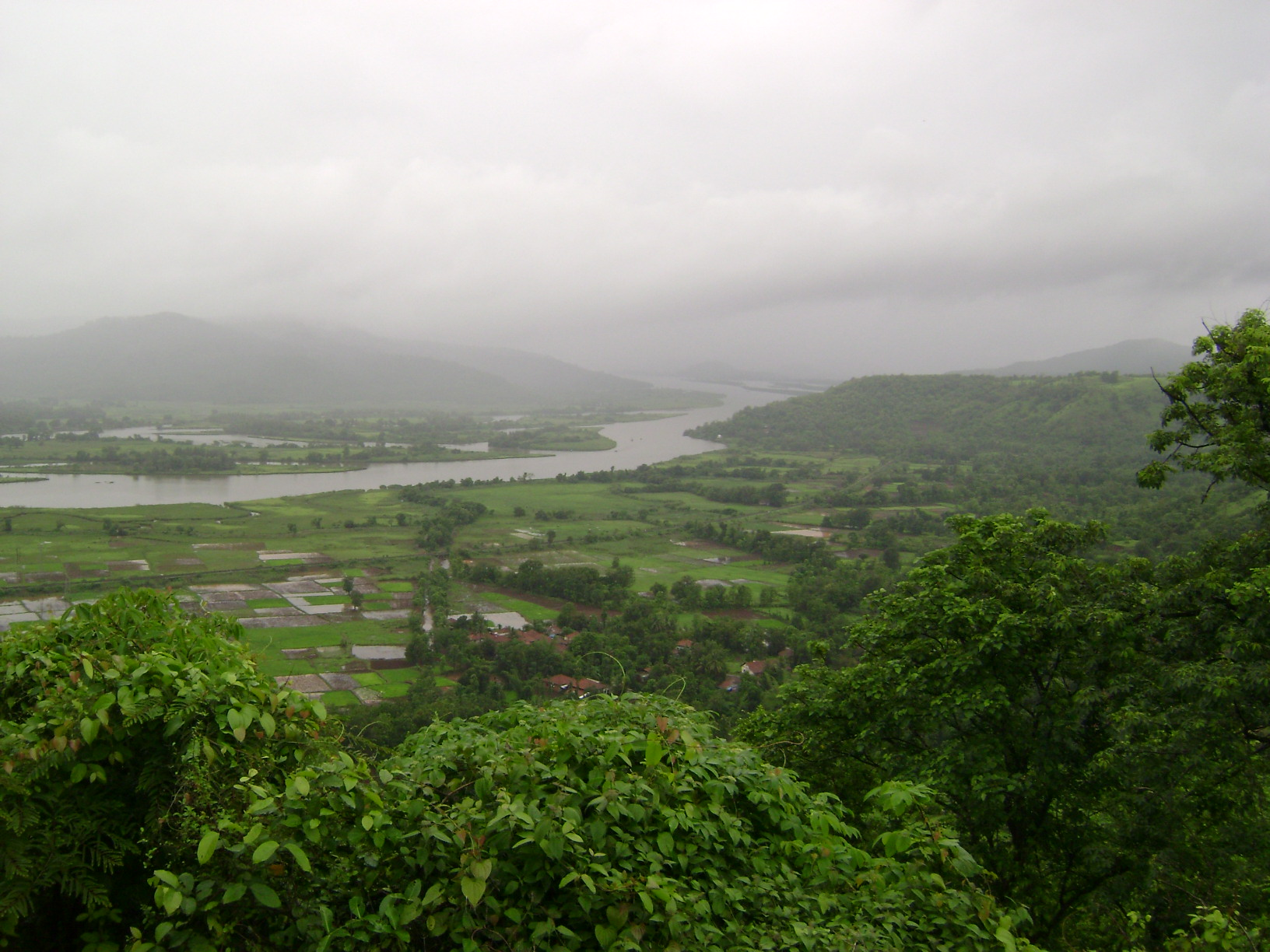
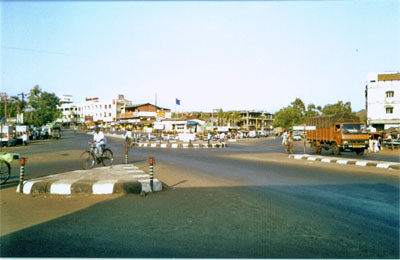
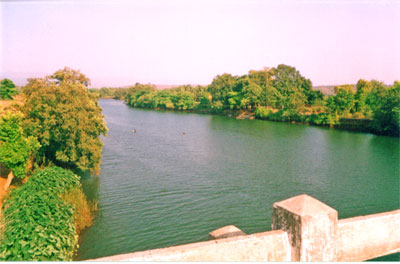
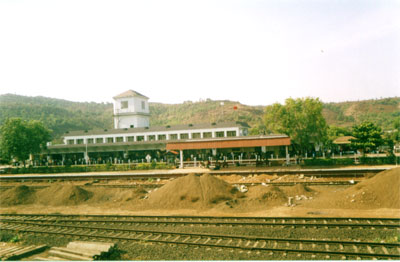